# 史鈳
史鈳（1541年—？），字汝和，號鶴亭，浙江紹興府餘姚縣人，民籍，明朝政治人物。

## 生平
嘉靖四十三年（1564年）甲子科浙江鄉試第三名舉人。隆慶五年（1571年）中式辛未科會試第五名，二甲第十二名進士。考选庶吉士，萬曆三年（1575年）五月授翰林院编修，四年六月充大明会典纂修官，养病归乡。
萬曆十二年二月起补原官，四月充会典纂修官，五月管理诰敕，十三年二月充经筵讲官，六月与户科给事中叶时新担任江西乡试考试官，因病疏辞，由编修余孟麟代任。十月，其子史纪纯等人冒顺天籍中式举人，被皇帝得知，史钶坐冠带闲住。

## 家族
曾祖史簡，贈通判；祖父史鵷，府同知；父史桂，監生。母管氏。具庆下。兄史金（县主簿）、史鍾、史铨（贡士）。弟史镗、史元熙（贡士）、史鉉。侄子史记勋，萬曆癸未進士。